# Avren Rocks
Die Avren Rocks (bulgarisch скали Аврен skali Awren) sind drei benachbarte Klippen im Archipel der Südlichen Shetlandinseln. Sie liegen im Innern der Micalvi Cove am südlichen Ausläufer von Robert Island. Die Gruppe erstreckt sich in nord-südlicher Ausrichtung über eine Länge von 260 m und eine Breite von 150 m.
Bulgarische Wissenschaftler kartierten sie 2008. Die bulgarische Kommission für Antarktische Geographische Namen benannte sie im selben Jahr nach zwei Ortschaften im Nordosten und Südosten Bulgariens.